# Acontia parvimacula
Acontia parvimacula là một loài bướm đêm trong họ Noctuidae.